# Sebastian im Traum

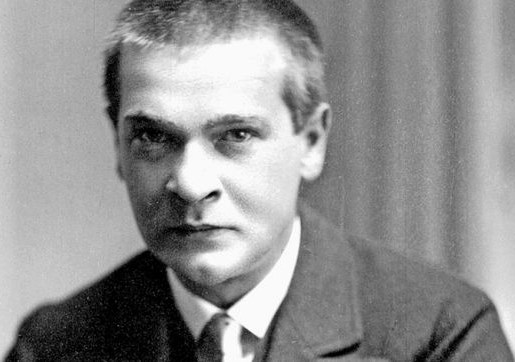
Georg Trakl

Sebastian im Traum ist eine Sammlung lyrischer Werke des österreichischen expressionistischen und symbolistischen Dichters Georg Trakl. Sie erschien postum im Frühjahr 1915 im K. Wolff Verlag.
Zu den bekanntesten Werken dieses Bandes gehören unter anderem Sebastian im Traum (titelgebend), Kaspar Hauser Lied, Der Herbst des Einsamen, einer der wenigen Prosatexte Trakls Traum und Umnachtung und die vierte Fassung des Gedichtes Abendland, das Else Lasker-Schüler gewidmet ist.

## Editionsgeschichte
Nach Georg Trakls erster veröffentlichter Sammlung Gedichte im Juli 1913 im K. Wolff Verlag als Teil der Buchreihe Der jüngste Tag (Band 7/8) kündigte er 1914 eine zweite Gedichtsammlung an, die gemäß dem im Vorjahre geschlossenen Vertrag zur Publizierung von Gedichte ebenfalls im K. Wolff Verlag erscheinen sollte. Ähnlich wie bei Gedichte überarbeitete Trakl öfter seine Werke und Gruppierungen, wobei er beim Verlag um Berücksichtigung seiner Änderungen bat. So gelangten auch einige Gedichte aus dem Vorgängerband in diese zweite Sammlung. Aufgrund dieser Änderungsvorschläge, welche bis Mai andauerten, und diversen Lieferengpässen, die aufgrund des Ersten Weltkrieges verursacht wurden, erschien Sebastian im Traum erst im Frühjahr 1915 nach Trakls Tod im November 1914 postum wie angekündigt im K. Wolf Verlag.
Nach Sebastian im Traum erschien im Brenner-Jahrbuch die letzten sieben Werke postum, welche zwischen Juni und Oktober entstanden sind. Darunter sind unter anderem Klage und Grodek, die  er kurz vor seinem Tod schrieb und Ludwig von Ficker zukommen ließ.

## Interpretationsansätze
Der Band enthält die Gedichtzyklen Sebastian im Traum mit 15 Gedichten, Der Herbst des Einsamen mit acht Gedichten, Siebengesang des Todes mit 15 Gedichten, Gesang des Abgeschiedenen mit zehn Gedichten sowie den Prosatext Traum und Umnachtung.
Wahn, Trauer, Einsamkeit, Erlösungswünsche und die manifeste Hoffnungslosigkeit sind die maßgeblichen Themen dieses Bandes. Die Kontraste und Gegensätze von Sterben und Frühling  sowie Tod und Geburt, die mit Hilfe der Bilder stark zur Geltung kommen, werden durch Substantivierung von Adjektiven („Ein Dunkles“, „Ein Verwesendes“, „Ein Silbernes“) und deren Steigerung im Sinn unterstützt.  Die enthaltenen naturfernen Motive, bestehend aus allegorischen Farben, verschlüsseln den Gesamteindruck zunehmend.

„Erscheinender stieg der Schläfer den schwarzen Wald hinab,
Und es rauschte ein blauer Quell im Grund,
Daß jener leise die bleichen Lider aufhob
Über sein schneeiges Antlitz;

Und es jagte der Mond ein rotes Tier
Aus seiner Höhle;
Und es starb in Seufzern die dunkle Klage der Frauen.
(Siebengesang des Todes)“

Auch christliche Mystik lässt sich beispielsweise in Sebastian im Traum finden.

„Frieden der Seele. Einsamer Winterabend,
Die dunklen Gestalten der Hirten am alten Weiher;
Kindlein in der Hütte von Stroh; o wie leise
Sank in schwarzem Fieber das Antlitz hin
Heilige Nacht.“

Diese biblische Konfiguration christlicher Bilder und die Erlösungswünsche, etwa mit Gesang des Abgeschiedenen, kommen einem Manifest nahe. Der im Band enthaltene Text Traum und Umnachtung zählt zu den wenigen Prosatexten Trakls.

## Rezeption
Teile des Gedichtzyklus wurden vertont, darunter von Wolfgang Rihm und Hans Werner Henze: Sebastian im Traum (2004) für großes Orchester (nach dem gleichnamigen Gedicht von Georg Trakl). UA 22. Dezember 2005 Amsterdam (Concertgebouw-Orchester, Dirigent: Mariss Jansons).